# Voisberg
Voisberg ist eine Ortslage im Südosten der bergischen Stadt Wülfrath im Kreis Mettmann.

## Lage und Beschreibung
Die Ortslage liegt am Voisberger Weg auf einer Höhe von 170 m ü. NN oberhalb des Düssel in der Nähe der 1847 erbauten Bahnstrecke Wuppertal-Vohwinkel–Essen-Überruhr (Prinz-Wilhelm-Eisenbahn). Benachbarte Ortslagen sind Görtzheide, Brühl, Britten, Düssel und in der Nachbargemeinde Wuppertal Radenberg und Kirchenfeld. Eine weitere benachbarte Ortslage Kleiner Voisberg, möglicherweise ein Abspliss von Voisberg, wurde auf dem Messtischblatt ab den 1960er Jahren Kleiner Voisbach genannt und ist heute in Kirchenfeld aufgegangen.

## Geschichte
Als Vosberg ist der Hof auf der Topographia Ducatus Montani des Erich Philipp Ploennies aus dem Jahre 1715 verzeichnet. Auf der Topographischen Aufnahme der Rheinlande von 1824 sowie auf der Preußischen Uraufnahme von 1843 ist der Ort mit ‚Voisberg‘ bezeichnet.
Für 1815/16 werden 55 Einwohner genannt. 1832 gehörte der Voisberg zur Honschaft Unterdüssel des ländlichen Außenbezirks der Bürgermeisterei Wülfrath. Der laut der Statistik und Topographie des Regierungsbezirks Düsseldorf als Ackergut kategorisierte Ort wurde als Zu Voisberg bezeichnet und besaß zu dieser Zeit fünf Wohnhäuser und sechs landwirtschaftliche Gebäude. Zu dieser Zeit lebten 45 Einwohner im Ort, 25 katholischen Glaubens und 20 evangelischen Glaubens.
Heute beherbergt das Gut Voisberg eine Reitanlage, die von einem Reitverein betrieben wird.

### Klein Voisberg
Klein Voisberg (51° 15′ 42,5″ N, 7° 4′ 4″ O), seit 1975 auf dem Gemeindegebiet von Wuppertal, ist ab der Topographischen Aufnahme der Rheinlande von 1824 verzeichnet. Die Ortslage ist im Zuge der Besiedlung nach dem Zweiten Weltkrieg in der sich ausbreitenden Ortslage Kirchenfeld aufgegangen und auf dem Messtischblatt von 1983 nicht mehr bezeichnet. Die Straße Kirchenfelder Weg erhielt ihren Namen am 28. Februar 1956.